# 윤치일
윤치일(尹致日, 1935년 2월 10일 ~ 1985년 4월 8일)은 대한민국의 농업인, 농학자로 조선 말기에 육군참장을 지낸 윤영렬의 아들이었다. 대통령 윤보선, 서울대학교 총장 윤일선에게는 배다른 삼촌이 되지만 윤보선, 윤일선보다도 40년 연하였다. 윤치호, 윤치왕은 사촌 형이 된다.
윤영렬의 9남 5녀 중 14째로 아버지 윤영렬은 그가 5세 때에 사망했고, 어머니 장복첨은 윤영렬의 소실이었고 15세 때 사망했다. 이복 형인 윤치영과는 나이차이가 37세, 첫째 이복형 윤치오와는 66세의 나이차이가 난다. 동복 친형제간으로는 형 윤치정과 누나 윤인희, 윤길희가 있었다. 1964년 11월에 서울에서 개최된 제5회 전국농업기술자 대회에서 장려상을 수상하기도 했다. 사후 시신은 화장되어 뿌려졌다.

## 가족 관계
- 아버지 : 윤영렬(尹英烈, 1854년 4월 15일 - 1939년 11월 4일)
- 어머니(적모) : 한진숙 (韓鎭淑, 1851년 3월 29일 ~ 1938년 2월 18일, 한말 전라도 관찰사와 경상도 관찰사, 육군 참장을 지낸 한진창의 누이)
  - 이복 형 : 동암 윤치오 (東庵 尹致旿, 1869년 9월 10일 ~ 1950년 12월 22일)
    - 조카 : 동호 윤일선(東湖 尹日善, 1896년 10월 5일 - 1987년 6월 22일)

  - 이복 형 : 동야 윤치소(東野 尹致昭, 1871년 8월 25일 ~ 1944년 2월 20일)
    - 조카 : 前 대통령 해위 윤보선(海葦 尹潽善, 1897년 8월 26일 ~ 1990년 7월 18일)
    - 조카 : 활천 윤원선(活泉 尹源善, 1910년 10월 27일 - 1971년 12월 16일)

  - 이복 형 : 악연 윤치성(岳淵 尹致晟, 1875년 4월 7일 ~ 1936년 8월 11일)
  - 이복 형 : 간송 윤치병(澗松 尹致昞, 1880년 6월 4일 - 1940년 1월 24일)
  - 이복 누나: 윤활란(尹活蘭, 1884년 3월 9일 - 1967년 12월 6일,  5남 3녀를 둠)
  - 이복 형 : 남강 윤치명(南岡尹致明, 1885년[3][4] 음력 9월 - 1944년 양력 4월 21일)
    - 조카: 남정 윤유선(南庭 尹裕善, 1910년 9월 3일 - 1987년)

  - 이복 누나: 윤노덕(尹老德, 1889년 6월 14일 - 1979년 11월 24일, 다른 이름은 윤정숙(尹貞淑), 정동교회 최초의 여성장로 역임.)
  - 이복 형 : 동산 윤치영(東山 尹致暎, 1898년 2월 10일 ~ 1996년 2월 9일)
  - 이복 형 : 이름미상, 요절
- 어머니(서모) : 이름 미상
  - 이복 누나 : 윤씨
- 어머니(생모) : 장복첨(張福瞻, 1902년 1월 22일 ~ 1950년 8월 3일)
  - 형 : 윤치정(尹致晶, 1921년 11월 25일 ~ ?)
  - 누나 : 윤길희(尹吉喜, 1924년 6월 16일 ~ 1973년 6월 28일)
  - 누나 : 윤인희(尹麟喜, 1927년 1월 17일 ~ ?)